# دوري السوبر السويسري 1998–99
دوري السوبر السويسري 1998–99 هو الموسم 101 من نظام الدوري السويسري لكرة القدم ‏. أشرف على تنظيمه دوري السوبر السويسري، وكان عدد الأندية المشاركة فيه 12، وفاز فيه نادي سيرفيت.